# Fredrik Henge
Fredrik Henge (Lund, 30 december 1974) is een professioneel golfer uit Zweden.

## Loopbaan
Als amateur bereikte Henge handicap +4. Hij won de Tourschool eind 1997 samen met Chris van der Velde en Robert-Jan Derksen. Henge werd in 1998 professional. In 1998 speelde hij het Brits Open maar miste de cut. Henge speelde voornamelijk de op Challenge Tour, maar kon ook enkele seizoenen uitkomen op de Europese PGA Tour. Hij behaalde 5 overwinningen op de Challenge Tour.

### Overwinningen
| Jaar | Toernooi                        | Tour           |
| ---- | ------------------------------- | -------------- |
| 1997 | Toyota Danish PGA Championship  | Challenge Tour |
| 1997 | Telia InfoMedia Grand Prix      | Challenge Tour |
| 2000 | Danish Open                     | Challenge Tour |
| 2000 | Formby Hall Challenge           | Challenge Tour |
| 2004 | JJB Sports North West Challenge | Challenge Tour |
| 2009 | Backtee Race to Himmerland      | Nordic League  |

### Resultaten op deMajors
| Major                 | 1998 |
| --------------------- | ---- |
| The Open Championship | CUT  |

CUT = miste de cut halverwege